# Ꚍ
La Twe (Ꚍ ꚍ; cursiva: Ꚍ ꚍ) es una letra del alfabeto cirílico. Su glifo se deriva de la letra tau griega en minúsculas.
Se usa en el antiguo abjasio y en antiguo osetio.

## Uso
En abjasio, representaba la consonante oclusiva alveolar sorda labializada /tw/, sonido actualmente correspondiente a Тә.

## Códigos informáticos
| Carácter      | Ꚍ                            | Ꚍ                            | ꚍ                            | ꚍ                            |
| ------------- | ---------------------------- | ---------------------------- | ---------------------------- | ---------------------------- |
| Unicode       | LETRA MAYÚSCULA CIRÍLICA TWE | LETRA MAYÚSCULA CIRÍLICA TWE | LETRA MINÚSCULA CIRÍLICA TWE | LETRA MINÚSCULA CIRÍLICA TWE |
| Codificación  | decimal                      | hex                          | decimal                      | hex                          |
| Unicode       | 42636                        | U+A68C                       | 42637                        | U+A68D                       |
| UTF-8         | 234 154 140                  | EA 9A 8C                     | 234 154 141                  | EA 9A 8D                     |
| Ref. numérica | &#42636;                     | &#xA68C;                     | &#42637;                     | &#xA68D;                     |